# Forever (bài hát của Stratovarius)

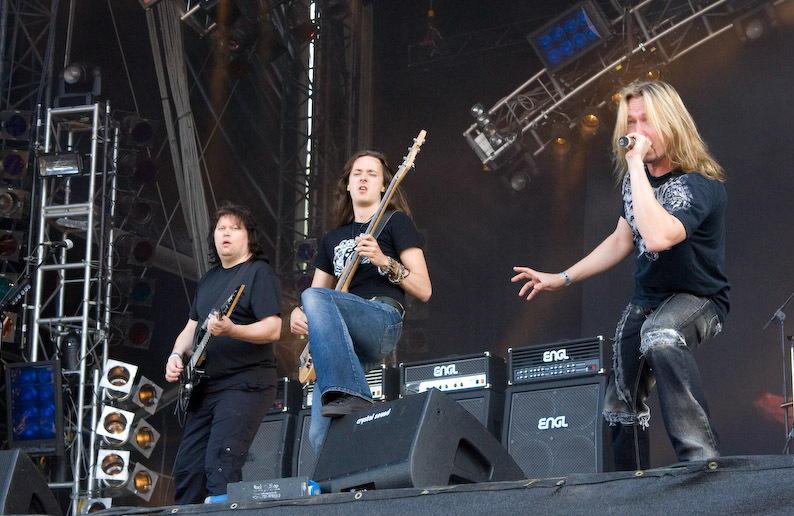
Stratovarius-Vacken2007

Forever là một bài hát của nhóm nhạc đến từ Phần Lan là Stratovarius. Ý nghĩa thực sự của bài Forever là nói về một người đang đắm chìm trong những kỷ niệm của ngày xưa. Người đó cảm thấy nuối tiếc cuộc sống, tuổi trẻ và khát khao muốn trở lại thời ấu thơ hạnh phúc, không có sự khổ đau, được vui đùa trên những cánh đồng xanh mướt dưới ánh mặt trời. Khi chúng ta phải đối mặt với những khó khăn trong cuộc sống, bất chợt trong khoảnh khắc mơ hồ ta lại hướng về một thời ấu thơ đẹp đẽ trong quá khứ và dâng trào trong lòng những cảm xúc không thể nói thành lời. Đây cũng là tâm sự mà nhóm Stratovarius muốn truyền tải đến người nghe thông qua những giai điệu buồn man mác của bài Forever.
Bài hát từng được dùng làm nhạc nền cho bộ phim tình cảm nổi tiếng của truyền hình Hàn Quốc có tên Mối tình đầu.

## Liên kết
- Forever
- Official Stratovarius website
- The Stratovarius Network